# Julien Maunoir
Julien Maunoir (Saint-Georges-de-Reintembault, 1º ottobre 1606 – Plévin, 28 gennaio 1683) è stato un gesuita francese.
Fu beatificato da papa Pio XII il 4 marzo 1951.

## Biografia
Studiò nel collegio gesuita di Rennes a partire dal 1621. Lì conobbe padre Coton, confessore del re Enrico IV di Francia, che lo fece ammettere al noviziato di St-Germain di Parigi, dove pronunciò i voti nel 1627. Studiò in seguito a La Flèche quindi nel 1630 al collegio di Quimper, dove studiò la lingua bretone, secondo i suoi agiografi apprese il bretone da un angelo che gli si mostrò nella cappella di Ty Mamm Doue a Kerfeunteun, all'epoca era una parrocchia vicina a Quimper.
Poco prima, nel novembre del 1630, ricevette la visita di Michel Le Nobletz che cercava un successore e che lo designerà come tale dieci anni più tardi.
Julien Maunoir continuerà la sua formazione a Tours, Bourges, Nevers e Rouen, per poi tornare a Quimper nel 1640. Venne ordinato sacerdote poco dopo e cominciò a predicare le missioni in Bretagna. Nel 1641, iniziò la sua prima missione a Douarnenez e per i successivi 43 anni, percorse tutta la Bretagna, da Crozon a Rennes, arrivando a predicare ben 439 missioni.
In queste missioni, si serviva delle carte allegoriche di Michel Le Nobletz, ma usò anche altri due mezzi: i cantici, sia bretoni sia francesi, e le processioni, che costituivano anche il coronamento delle missioni, nelle quali si illustravano le scene della vita di Gesù.
Durante una di queste missioni, nel 1674 circa, cristianizzò il menhir di Saint-Uzec (eretto nel comune di Pleumeur-Bodou), trasformandolo in un calvario.
Le parrocchie frequentavano spesso le missioni dove Maunoir predicava, in un anno ci furono 3.000 conversioni e circa 40.000 guarigioni. All'inizio delle sue missioni, Maunoir era accompagnato da un solo confratello padre Bernard, ma presto alcuni sacerdoti secolari affascinati dal suo metodo (chiamato "alla bretone") lo seguirono.
Maunoir morì, dopo una vita di fatiche e austerità, il 28 gennaio 1683 mentre preparava quella che sarebbe stata la sua ultima missione a Plévin.
Venne beatificato il 4 marzo 1951 da papa Pio XII, che il 20 maggio 1951 lo proclamò patrono della Bretagna.

## Opere
- Canticou spirituel hac instructionou profitabl evit disqui an hent da vont d'ar barados (Cantici spirituali e istruzioni utili per imparare il cammino che conduce in paradiso) (verso 1642).
- Ar Vuhez Sant Caurintin (Vita di san Corentino) nel 766 verso bretoni).
- Le Sacré-Collège de Jésus (catechismo in bretone, con dizionario, grammatica e sintassi), (1659)[2].
- an Templ consacret d'ar Passion Jesus-Christ (batisset gant ar Speret Glan er galon ar C'hristen devot) (il Tempio consacrato alla Passione di Gesù Cristo, innalzato dallo Spirito Santo nel cuore del Cristiano devoto) (1671).
- Melezour ar Galonou (Specchio dei Cuori, 1675).
- Abrégé de la science du salut.
- La Vie du Vénérable Dom Michel Le Nobletz[3].
- La Vie manuscrite du Père Pierre Bernard (manoscritto perduto).
- La Vie manuscrite de Catherine Danielou.
- La Vie manuscrite de Marie-Amice Picard.
- La Vie manuscrite de Monsieur de Trémaria, prêtre séculier et missionnaire (1674).
- Journal des missions (1631-1650, in latino) :
  - Le bienheureux Julien Maunoir, missionnaire en Bretagne. Journal latin des missions. 1631-1650 (testo latino e traduzione francese), Quimper, Société archéologique du Finistère, 2020, 387 p. ISBN 978-2-906790-22-3.
- Les Dictionnaires français-breton et breton-français du R.P. Julien Maunoir (1659)
  - riedizione, Saint-Brieuc, éditions Skol, 1996, 2 vol. (706 p.)